# アレグザンダー・ダフ (陸軍軍人)
サー・アレグザンダー・ダフ（英: Sir Alexander Duff GCH、1777年 – 1851年3月21日）は、イギリス陸軍の軍人、イギリスの政治家。
庶民院議員を務めた。
軍人としては第一次対仏大同盟のネーデルラント戦役、エジプト戦役、リオ・デ・ラ・プラタ侵攻に参戦し、最終階級は陸軍大将となった。

## 生涯
第3代ファイフ伯爵アレグザンダー・ダフの次男として、1777年に生まれた。兄は第4代ファイフ伯爵ジェイムズ・ダフ。1783年に母から引き離されてバンフで家庭教師の指導を受けた後、1789年よりウェストミンスター・スクールで教育を受けた。
1793年6月1日、第66歩兵連隊のエンサイン（歩兵少尉）への辞令を購入して陸軍に入った。1794年1月18日、パワー大尉の歩兵中隊における中尉に昇進した。同年4月8日に第88歩兵連隊の大尉に昇進、8月26日に少佐に昇進した。第88歩兵連隊の一員として第一次対仏大同盟のネーデルラント戦役に参戦した。1795年5月30日にバンフ志願兵部隊の指揮官に任命された。志願兵部隊での軍階ははじめ少佐だったが、1797年3月7日に中佐に昇進した。正式な軍階においても1798年4月17日に中佐への辞令を購入して昇進した。その後はインド、次いでエジプト戦役に参戦した。1803年3月、1802年12月24日付でバンフシャー民兵隊副隊長に任命されたことが発表されたが、同年10月に退任した。1807年にジョン・ホワイトロックの部下としてリオ・デ・ラ・プラタ侵攻に参戦したが、イギリス全軍が降伏する結果に終わった。1808年5月7日、大佐に昇進した。1810年に半給となったが、1811年に少将に昇進した。1821年7月19日、中将に昇進した。ヨーク＝オールバニ公フレデリックの影響力により、1823年9月6日に第92歩兵連隊隊長に任命され、1831年7月20日に第37歩兵連隊隊長に転じた。1838年6月28日、大将に昇進した。
1809年8月17日、バンフシャーの副統監に任命された。ロイヤル・ゲルフ勲章ナイト・グランド・クロスを授与された後、1834年5月27日に騎士爵に叙された。
政界では1820年イギリス総選挙で兄がダフをエルギン・バラ選挙区（1人区）で立候補させた。この選挙区では5つのバラの代表がそれぞれ1票を有したが、エルギンの代表がおらず、ダフと対立候補がそれぞれ2票を得たため、選挙の行われたカレンの代表が決定票になり、対立候補のアーチボルド・ファーカーソン（Archibald Farquharson）が当選した。1826年イギリス総選挙ではエルギンの票も確保したことで対立候補がいなくなり、ダフは無投票で当選した。庶民院ではカトリック解放と選挙法改正に反対、地元の穀物法廃止請願を議会に提出した。1830年イギリス総選挙でも無投票で再選したが、1831年イギリス総選挙には出馬せず、議員を退任した。
1848年2月14日から1851年に死去するまでエルギンシャー統監を務めた。
1851年3月21日にウォラム・グリーンで死去した。子のない兄より先に没したため、ファイフ伯爵位を継げなかった。

## 家族
1812年3月16日、アン・スタイン（Anne Stein、ジェームズ・スタインの娘）と結婚、3男2女をもうけた。
- ジェイムズ（1814年7月6日 – 1879年8月7日） - 第5代ファイフ伯爵[1]
- ジョージ・スキーン（1816年9月13日 – 1889年3月15日） - エルギンシャー統監[1]
- キャサリン（1869年12月6日没） - 1841年8月11日、ジョン・ルイス・リカルド（英語版）と結婚[1]
- ルイーザ・トルマッシュ（1864年9月23日没） - 1848年12月12日、第7代準男爵サー・リチャード・ブルック（1888年3月4日没）と結婚[1]